# أفا ماكس
أفا ماكس (بالإنجليزية: Ava Max) هي مغنية أمريكية، ولدت في 16 فبراير 1994 في ميلواكي في الولايات المتحدة.

## وصلات خارجية
- الموقع الرسمي
- أفا ماكس على موقع IMDb (الإنجليزية)
- أفا ماكس على موقع ميتاكريتيك (الإنجليزية)
- أفا ماكس على موقع روتن توميتوز (الإنجليزية)
- أفا ماكس على موقع ميوزك برينز (الإنجليزية)
- أفا ماكس على موقع رولينغ ستون (الإنجليزية)
- أفا ماكس على موقع أول ميوزيك (الإنجليزية)
- أفا ماكس على موقع ديسكوغز (الإنجليزية)
- أفا ماكس على موقع قاعدة بيانات الفيلم (الإنجليزية)